# Station Suchacz Zamek
Station Suchacz Zamek was een spoorweghalte in de Poolse plaats Suchacz.